# Twist (Emslandi járás)
Twist település Németországban, azon belül Alsó-Szászország tartományban. Lakosainak száma 9751 fő (2023. december 31.). Twist Haren, Meppen, Geeste, Ringe, Hoogstede, Georgsdorf, Wietmarschen és Emmen községekkel határos.

## Népesség
A település népességének változása:
| Lakosok száma | 9563 | 9574 | 9545 | 9554 | 9738 | 9751 |
|               | 2016 | 2017 | 2019 | 2021 | 2022 | 2023 |